# Intermedi

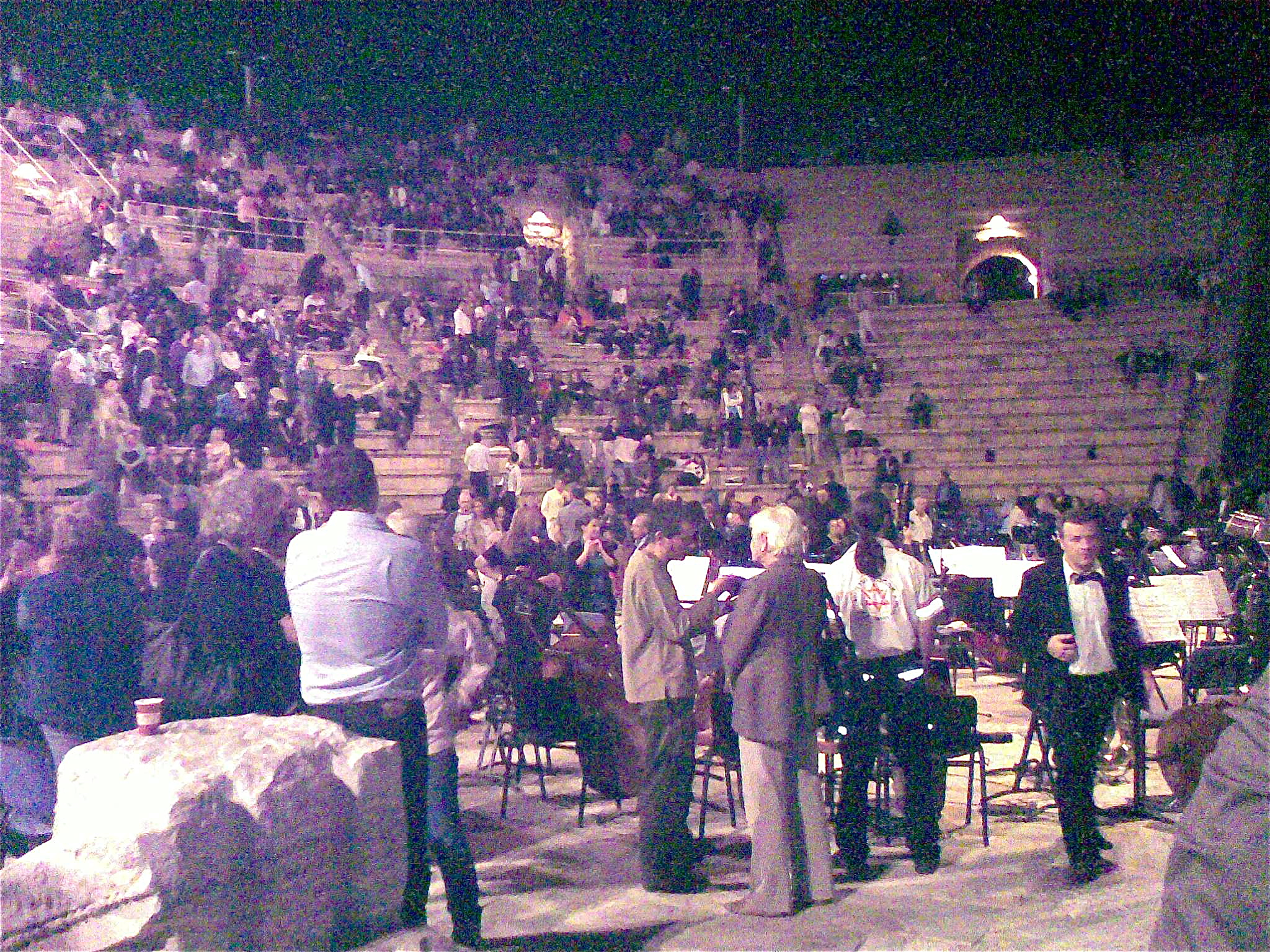
Intermedi durant una presentació de El llac dels cignes

Un intermedi és una interrupció breu entre dues parts o actes en un espectacle d'arts escèniques. Una presentació pot tenir diversos intermedis, depenent de la seva longitud.
Sovint respon a una necessitat tècnica, com canvi d'escenografia o de vestuari, per exemple. Els intermedis també són una oportunitat de descans pels treballadors i públic, de socialitzar per al públic, consumir refrigeris o usar els serveis higiènics.

## Òpera
Hi ha diferents maneres per a assenyalar al públic el retorn als seus seients. El mètode tradicional en l'òpera o el concert simfònic és destellar les llums del local diverses vegades, o tenir una persona amb un glockenspiel a la mà caminant entre la gent, tocant una melodia de quatre notes. En aquest àmbit, els intermedis duren usualment entre 15 a 20 minuts.

## Cinema
De vegades també hi ha un intermedi en l'exhibició d'una pel·lícula, en particular si és una molt extensa.